# Herbert Pechan

Pechan im Trikot des Dresdner SC

Herbert Pechan (* 23. März 1918 in Priesen; † 13. März 1944 bei Tarchan) war ein deutscher Fußballspieler, der von 1937 bis 1944 in der höchsten tschechoslowakischen und deutschen Spielklasse aktiv gewesen ist. 

## Karriere

### Teplitzer FK / Warnsdorfer FK
Pechan lebte als deutscher Staatsbürger bis 1939 in Nordböhmen. 1937/38 spielte er für den Teplitzer FK in der Státní Liga, der seinerzeit höchsten Spielklasse in der Tschechoslowakei. Nach der Eingliederung des Sudetenlandes in das Deutsche Reich wechselte er zu Beginn der Saison 1938/39 zum Warnsdorfer FK in die Gauliga Sudetenland, als eine von zunächst 18, später auf 23 aufgestockten Gauligen zur Zeit des Nationalsozialismus als einheitlich höchste Spielklasse. Die Saison 1938/39 schloss er als rechter Verteidiger mit der Mannschaft als Gaumeister ab, was die Teilnahme an der Endrunde um die Deutsche Meisterschaft zur Folge hatte. Er bestritt die ersten beiden Spiele der Gruppe 2b, die mit der 1:4-Niederlage am 10. April 1939 gegen den 1. FC Schweinfurt und mit der 1:5-Niederlage am 23. April 1939 gegen den Dresdner SC endeten und bereits das Aus in diesem Wettbewerb bedeuteten. 

### Dresdner SC
Nach Beginn der Saison 1939/40 schloss er sich als Gastspieler zunächst Troisdorf 05 und wenig später dem Dresdner SC in der Gauliga Sachsen an, mit dem er am Ende seiner Premierensaison ebenfalls den Gaumeistertitel gewann; in den beiden Finalspielen um die Bezirksmeisterschaft wurde der Planitzer SC nach Hin- und Rückspiel im Gesamtergebnis von 6:3 bezwungen. In der Endrunde um die Deutschen Meisterschaft 1939/40 wurde Pechan lediglich in den ersten drei Spielen der Gruppe 2 eingesetzt, in denen er auf seiner gewohnten Position als rechter Verteidiger spielte. Sein Verein erreichte über das am 14. Juli 1940 beim SK Rapid Wien mit 2:1 nach Verlängerung gewonnene Halbfinale das am 21. Juli 1940 im Berliner Olympiastadion angesetzte Finale, das jedoch mit 0:1 gegen den FC Schalke 04 verloren wurde.
Im Tschammerpokal-Finalspiel 1940, das seine Mannschaft mit 2:1 nach Verlängerung gegen den 1. FC Nürnberg gewann, wurde er eben so wenig eingesetzt, wie in den übrigen Spielen und auch im Wettbewerb 1941. Erst im Wettbewerb 1943 wurde er eingesetzt, bestritt alle vier Spiele einschließlich des mit 1:2 gegen den LSV Hamburg am 17. Oktober 1943 verlorenen Halbfinales. In der 1. Schlussrunde gelangen ihm beim 13:1-Sieg über Borussia Fulda zwei Tore, wie auch im Viertelfinale beim 5:3-Sieg über den VfR Mannheim.
In der Endrunde um die Deutsche Meisterschaft 1942/43 bestritt er alle fünf Spiele, einschließlich des am 27. Juni 1943 in Berlin mit 3:0 gegen den FV Saarbrücken gewonnenen Finales.
Herbert Pechan fiel als Unteroffizier der Wehrmacht am 13. März 1944 bei Tarchan, 10 km nördlich von Kertsch auf der gleichnamigen Halbinsel, dem östlichsten Teil der Krim.

## Erfolge
- Deutscher Meister 1943
- Gaumeister Sachsen 1940
- Gaumeister Sudetenland 1939